# Marselisborgkvarteret
Marselisborgkvarteret er et villakvarter i Aarhus. Det ligger 2 kilometer syd for byens centrum og afgrænses fra Frederiksbjerg af den tæt trafikerede Marselis Boulevard. Det er et relativt lille kvarter og på grund af sin ringe størrelse, bliver det ikke altid regnet for et selvstændigt kvarter, men som en del af det større Frederiksbjerg-kvarter. Området blev en del af Aarhus by i 1896, da kommunen dengang opkøbte Marselisborg godset med dertilhørende jorde, bl.a. Marselisborgskovene.
Marselisborgkvarteret afgrænses af Strandvejen, Adolph Meyers Vej, Marselis Boulevard, Jyllands Allé, Skovbrynet og Tangkrogen. Marselis Boulevard er meget tungt trafikeret da den forbinder Århus Syd Motorvejen med Aarhus Havn. Derfor har der i en årrække været kommunale planer om at udvide havnetunnellen til den tunge trafik under boulevarden. Marselistunnelen som projektet kaldes, har dog haft en del problemer undervejs og har til tider været et stridsemne i byrådet.

## Navnet
Navnet Marselisborg stammer fra baroniet Marselisborg, der i sin tid knyttede sig til godset af samme navn. Marselisborg gods fik sit navn i 1680, efter den tysk-hollandske købmands-slægt Marselis, der som afbetaling for krigsgæld fik overdraget det af kong Frederik III i 1660, efter 30 års krigen. Marselis-slægten blev dengang Nordens største jordbedsiddere, i kølvandet på krigene. Marselisborg eksisterer ikke længere, efter brande og endelig nedrivning i 1911, men lå placeret dér, hvor Marselisborg Gymnasium i dag ligger, ved Marselis Boulevard i Aarhus. Det meste af gårdens originale gamle lindeallé kan dog stadig nydes omkring gymnasiet.
Aarhus Kommune købte Marselisborg Gods og jorde i 1896 af Kronen for lidt over én million kroner, da der var kraftigt voksende behov for at udvide byen på det tidspunkt. En del af de store villaer i kvarteret stammer derfor fra den tid. Der var også planer om at bygge tæt, hvor Mindeparken ligger i dag, men da det ville forringe udsynet og miljøet omkring det dengang nyligt opførte Marselisborg Slot, blev planerne droppet til fordel for den nuværende offentlige park.

## Gallery
- Marselis Boulevard
- Marselisborg Lystbådehavn
- Tangkrogen
- Mindeparken
- Ceres Park & Arena
- Jydsk Væddeløbsbane
- Aarhus Cyklebane
- Tivoli Friheden
- Marselisborg Slot
- Strandvejen med udsigt mod Århus Havn og Aarhusbugten